# Betzenrod (Eiterfeld)
Betzenrod ist ein Ortsteil der Marktgemeinde Eiterfeld im osthessischen Landkreis Fulda. Betzenrod ist der südlichste Ortsteil der Gemeinde, etwa drei Kilometer vom Hauptort Eiterfeld entfernt, und liegt in der Rhön.

## Geschichte
Die älteste bekannte schriftliche Erwähnung von Betzenrod erfolgte im Jahr 1484.
Im Zuge der Gebietsreform in Hessen fusionierten zum 1. Februar 1971 die Gemeinden Arzell, Betzenrod, Großentaft, Körnbach, Soisdorf und Treischfeld mit Eiterfeld freiwillig zur neuen Großgemeinde Eiterfeld. Für die bis dahin selbständigen Gemeinden von Eiterfeld wurde je ein Ortsbezirk mit Ortsbeirat und Ortsvorsteher nach der Hessischen Gemeindeordnung gebildet.

## Bevölkerung
Einwohnerstruktur 2011
Nach den Erhebungen des Zensus 2011 lebten am Stichtag dem 9. Mai 2011 in Betzenrod 102 Einwohner. Darunter waren keine Ausländer. Nach dem Lebensalter waren 21 Einwohner unter 18 Jahren, 36 zwischen 18 und 49, 21 zwischen 50 und 64 und 21 Einwohner waren älter. Die Einwohner lebten in 45 Haushalten. Davon waren 12 Singlehaushalte, 9 Paare ohne Kinder und 18 Paare mit Kindern, sowie 6 Alleinerziehende und keine Wohngemeinschaften. In 9 Haushalten lebten ausschließlich Senioren und in 27 Haushaltungen lebten keine Senioren.
Einwohnerentwicklung
 Quelle: Historisches Ortslexikon
- 1500: wüst
- 1510: 2 fuldische Viehhalter
- 1701: 3 Bauern und 5 Hintersiedler
- 1789: 8 Bauern und 4 Beisassen
- 1812: 9 Feuerstellen, 80 Seelen

| Betzenrod: Einwohnerzahlen von 1834 bis 2015 | Betzenrod: Einwohnerzahlen von 1834 bis 2015 | Betzenrod: Einwohnerzahlen von 1834 bis 2015 | Betzenrod: Einwohnerzahlen von 1834 bis 2015 | Betzenrod: Einwohnerzahlen von 1834 bis 2015 |
| --- | -------------------------------------------- | -------------------------------------------- | -------------------------------------------- | -------------------------------------------- |
| Jahr |                                              |                                              |                                              | Einwohner                                    |
| 1834 | 1834                                         |                                              | 78                                           | 78                                           |
| 1840 | 1840                                         |                                              | 78                                           | 78                                           |
| 1846 | 1846                                         |                                              | 86                                           | 86                                           |
| 1852 | 1852                                         |                                              | 88                                           | 88                                           |
| 1858 | 1858                                         |                                              | 72                                           | 72                                           |
| 1864 | 1864                                         |                                              | 66                                           | 66                                           |
| 1871 | 1871                                         |                                              | 65                                           | 65                                           |
| 1875 | 1875                                         |                                              | 67                                           | 67                                           |
| 1885 | 1885                                         |                                              | 62                                           | 62                                           |
| 1895 | 1895                                         |                                              | 69                                           | 69                                           |
| 1905 | 1905                                         |                                              | 101                                          | 101                                          |
| 1910 | 1910                                         |                                              | 92                                           | 92                                           |
| 1925 | 1925                                         |                                              | 101                                          | 101                                          |
| 1939 | 1939                                         |                                              | 91                                           | 91                                           |
| 1946 | 1946                                         |                                              | 131                                          | 131                                          |
| 1950 | 1950                                         |                                              | 153                                          | 153                                          |
| 1956 | 1956                                         |                                              | 122                                          | 122                                          |
| 1961 | 1961                                         |                                              | 105                                          | 105                                          |
| 1967 | 1967                                         |                                              | 115                                          | 115                                          |
| 1970 | 1970                                         |                                              | 123                                          | 123                                          |
| 1980 | 1980                                         |                                              | ?                                            | ?                                            |
| 1990 | 1990                                         |                                              | ?                                            | ?                                            |
| 2000 | 2000                                         |                                              | 106                                          | 106                                          |
| 2005 | 2005                                         |                                              | 105                                          | 105                                          |
| 2010 | 2010                                         |                                              | 104                                          | 104                                          |
| 2011 | 2011                                         |                                              | 102                                          | 102                                          |
| 2015 | 2015                                         |                                              | 94                                           | 94                                           |
| Datenquelle: Historisches Gemeindeverzeichnis für Hessen: Die Bevölkerung der Gemeinden 1834 bis 1967. Wiesbaden: Hessisches Statistisches Landesamt, 1968. Weitere Quellen: LAGIS; Gemeinde Eiterfeld; Zensus 2011 |                                              |                                              |                                              |                                              |

Historische Religionszugehörigkeit
| • 1885: | 62 katholische (= 100 %) Einwohner  |
| • 1961: | 105 katholische (= 100 %) Einwohner |

## Verkehr
Durch Betzenrod führt die Landesstraße 3171, die den Ort mit Eiterfeld und Burghaun verbindet.